# Ильяшенко, Олег Петрович
Олег Петрович Ильяшенко (укр. Олег Петрович Ільяшенко; род. 6 октября 1941, Сумы) — советский и украинский стрелок из лука, тренер; Мастер спорта СССР (1967), Заслуженный тренер Украинской ССР (1991).

## Биография
Родился 6 октября 1941 года в Сумах Украинской ССР.
В 1969 году окончил Львовский политехнический институт (ЛПИ, ныне Национальный университет «Львовская политехника»). После этого работал:
- в 1969—1973 годах — архитектор проектов проектного института «Дорпроект» Львовской железной дороги;
- с 1973 года — старший преподаватель кафедры архитектурного проектирования ЛПИ и одновременно в 1973—1980 годах был тренером секции лучников института;
- в 1981—1984 и 1998—2002 годах преподавал архитектуру в Конакрийском университете (Гвинея).

С 1970 года О. П. Ильяшенко работал тренером по стрельбе из лука спортивного общества «Буревестник» (Львов); в 1989—1997 годах — тренер-преподаватель Спортивного Клуба Армии (Львов). С 1995 года был старшим тренером паралимпийской сборной команды Украины, выступив с нею на Паралимпийских играх в Атланте (1996), Сиднее (2000), Афинах (2004), Пекине (2008), Лондоне (2012) и Рио-де-Жанейро (2016).
В числе его многих воспитанников известные лучники (включая паралимпийцев) — Ярослав Гусак, Сергей Атаманенко, Роман Гутник, Роксолана Дзёба-Балян.